# لاري ليون بالمر
لاري ليون بالمر (بالإنجليزية: Larry Leon Palmer)‏ هو دبلوماسي أمريكي، ولد في 1948 في أوغستا في الولايات المتحدة.

## وصلات خارجية
- لاري ليون بالمر على موقع إن إن دي بي (الإنجليزية)